# Manfred Roeder
Manfred Roeder (Kiel, 20 de agosto de 1900 - Glashütten, 18 de octubre de 1971) fue un juez militar alemán durante el periodo de gobierno nacionalsocialista.
Intervino en las investigaciones en los casos del grupo Capilla Roja, Dietrich Bonhoeffer, Wilhelm Canaris y Hans von Dohnanyi, que supusieron 56 condenas a muerte. En enero de 1945 fue nombrado juez general.
Tuvo un hijo con el mismo nombre (nacido en 1937), que no debe ser confundido con el berlinés nacido en 1929.

## Literatura
- Helmut Kramer: Als hätten sie nie das Recht gebeugt. In: Ossietzky. 23/2002. Verlag Ossietzky (s. Weblink)

- Hiska D. Bergander: Die Ermittlungen gegen Dr. jur. et rer. pol. Manfred Roeder, einen "Generalrichter" Hitlers - Eine Untersuchung zur unbewältigten Rechtsgeschichte der NS-Justiz, dis. Bremen, 2006

- Elke Endrass: Bonhoeffer und seine Richter. Ein Prozess und sein Nachspiel Stuttgart: Kreuz, 2006, ISBN 3-7831-2745-9

- Niedersächsisches Hauptstaatsarchiv: 56 Bände aus dem Ermittlungsverfahren der Staatsanwaltschaft Lüneburg, vollständig vorhanden im Haus-Archiv "Der Spiegel", Hamburgo.